# トラスツズマブ デルクステカン
トラスツズマブ デルクステカン（Trastuzumab deruxtecan；T-DXd）は、ヒト化モノクローナル抗体であるトラスツズマブとトポイソメラーゼI阻害剤であるデルクステカン（エキサテカンの誘導体）を共有結合させた抗体薬物複合体である。乳癌、胃癌、胃食道腺癌の治療薬として認可されている。トラスツズマブは上皮成長因子受容体2（HER2/neu）に結合し、それに依存する癌のシグナル伝達を阻害する。さらにこの抗体は細胞内に取り込まれ、結合しているデルクステカンがDNAの複製を阻害することで細胞の増殖を妨げる。
2019年12月に米国で、2020年3月に日本で、2021年1月に欧州連合で、2021年10月にオーストラリアで医療用医薬品として承認された。
日本では2020年3月に「化学療法歴のあるHER2陽性の手術不能又は再発乳癌（標準治療が困難な場合に限る）」を適応として、国内製造販売承認を取得。2020年5月25日に第一三共から「エンハーツ」として発売され、2021年度には、第一三共の売上高1兆円のうち、約800億円を売り上げる主力製品となった。

## 効能・効果

### 日本
- 化学療法歴のあるHER2陽性の手術不能または再発乳癌（標準的な治療が困難な場合に限る）
- がん化学療法後に増悪したHER2陽性の治癒切除不能な進行・再発の胃癌

### 米国
抗HER2抗体主体の療法を2種類以上受けた切除不能または転移性のHER2陽性乳癌、およびトラスツズマブ主体の療法を以前に受けたHER2陽性の局所進行または転移性の胃または食道胃接合部 (GEJ) 腺癌の成人患者に適応を有している。

### 欧州
2種類以上のHER2標的治療を受けている切除不能または転移性乳癌の治療に使用される。

## 警告
間質性肺疾患が現れ、死亡に至った症例が報告されている旨並びに間質性肺疾患の検出、治療に関する事項が赤枠警告で示されている。
処方情報には、間質性肺疾患および胚・胎児毒性のリスクに関する黒枠警告が記載されている。

## 副作用
重大な副作用とされているものは、
- 間質性肺疾患（8.7%）
- 骨髄抑制（59.2%）
  - 好中球数減少（43.0%）、貧血（29.4%）、白血球数減少（26.9%）、血小板数減少（25.6%）、リンパ球数減少（15.2%）、発熱性好中球減少症（2.9%）等
- 注入時反応（2.6%）

である。
主な副作用は、嘔気、倦怠感、嘔吐、脱毛症、便秘、食欲不振、貧血（血中ヘモグロビン減少）、好中球数減少、下痢、白血球減少、咳嗽、血小板数減少などがある。

## 化学的特徴
抗HER2モノクローナル抗体のCys残基に、平均8個のデルクステカン（カンプトテシン誘導体であるエキサテカンにリンカーが結合した化合物）が結合した抗体薬物複合体である:4。

## 承認
2019年12月、米国食品医薬品局（FDA）に承認された。申請には迅速承認、優先審査、画期的医薬品指定が付与された。
2020年3月25日、日本の厚生労働省は、「化学療法歴のあるHER2陽性の手術不能または再発乳癌（標準的な治療が困難な場合に限る）」の治療薬として製造販売を承認した。2020年9月25日には「癌化学療法後に増悪したHER2陽性の治癒切除不能な進行・再発胃癌」治療薬として先駆け審査指定制度に則って承認した。
2020年12月10日、欧州医薬品庁（EMA）の医薬品委員会（CHMP）は、転移性HER2陽性乳癌の治療を目的とした医薬品「エンハーツ」について、条件付き販売承認の付与を推奨する、肯定的意見を採択した。EMAの加速評価プログラムに基づいて審査され、2021年1月に欧州連合で医療用医薬品として承認された。
2021年1月、米国FDAはトラスツズマブ主体の療法を以前に受けたHER2陽性の局所進行または転移性の胃またはGEJ腺癌の成人の治療として加速承認を付与した。

## 臨床試験
FDAが承認の根拠としたのは、2種類以上の抗HER2療法を受けたHER2陽性の切除不能または転移性乳癌の女性患者184人を登録した臨床試験の結果だった。これらの患者は転移性乳がんに対する2-17種類の治療歴があった。本試験では、T-DXdを3週間毎に投与し、6週間毎に腫瘍画像を撮影した。全奏効率（一定の腫瘍縮小が認められた患者の割合）は60.3%で、奏効期間の中央値は14.8カ月であった。
多施設共同非盲検無作為化試験（DESTINY-Gastric01、NCT03329690）において、トラスツズマブ、フルオロピリミジン、白金製剤を含む少なくとも2種類の治療歴のあるHER2陽性の局所進行または転移性の胃またはGEJ腺癌患者への有効性が評価された。188名の参加者が、T-DXd 6.4 mg/kgを3週間毎に静脈内投与する群と、医師が選択したイリノテカンまたはパクリタキセル単独療法に2対1で無作為に割り付けられた。

## 参考資料
1. 1 2 3  “Enhertu”. Therapeutic Goods Administration (TGA) (2021年10月18日). 2021年10月22日閲覧。
2. ↑  “Enhertu- fam-trastuzumab deruxtecan-nxki injection, powder, lyophilized, for solution”. DailyMed. 2021年1月15日閲覧。
3. 1 2 3 4  “Enhertu EPAR”. European Medicines Agency (EMA) (2020年12月9日). 2021年3月31日閲覧。
4. 1 2 3  "Enhertu approved in the EU for the treatment of HER2-positive metastatic breast cancer" (Press release). AstraZeneca. 20 January 2021. 2021年1月21日閲覧。
5. ↑  A HER2-Targeting Antibody–Drug Conjugate, Trastuzumab Deruxtecan (DS-8201a), Enhances Antitumor Immunity in a Mouse Model
6. 1 2 3 4 5 6 7 8 9 10  "FDA approves new treatment option for patients with HER2-positive breast cancer who have progressed on available therapies". U.S.Food and Drug Administration (FDA) (Press release). 20 December 2019. 2019年12月20日時点のオリジナルよりアーカイブ。2019年12月20日閲覧。  この記述には、アメリカ合衆国内でパブリックドメインとなっている記述を含む。
7. 1 2 3 4  “FDA approves fam-trastuzumab deruxtecan-nxki for HER2-positive gastric adenocarcinomas”. U.S. Food and Drug Administration (FDA) (2021年1月15日). 2021年1月15日閲覧。  この記述には、アメリカ合衆国内でパブリックドメインとなっている記述を含む。
8. ↑  "Enhertu Approved in Japan for Treatment of Patients with HER2 Positive Unresectable or Metastatic Breast Cancer" (Press release). Daiichi Sankyo. 25 March 2020. Business Wireより2021年1月21日閲覧。
9. ↑  “第一三共､｢時価総額7兆円｣支える乳がん薬の底力 主力製品｢エンハーツ｣の投与対象が大幅拡大か”.   東洋経済ONLINE. 2022年12月7日閲覧。
10. ↑  “抗悪性腫瘍剤「エンハーツ®」新発売のお知らせ”.   第一三共. 2022年12月7日閲覧。
11. ↑  “第一三共】「エンハーツ」国内発売‐自社創製ADC、癌領域の牽引役に”.   薬事日報. 2022年12月7日閲覧。
12. 1 2  “エンハーツ点滴静注用100mg 添付文書”. www.info.pmda.go.jp. 2021年12月26日閲覧。
13. ↑  “エンハーツ点滴静注用100mg インタビューフォーム”. www.info.pmda.go.jp. 2021年12月27日閲覧。
14. ↑  “Drug Trials Snapshot: Enhertu”. U.S. Food and Drug Administration (FDA) (2019年12月20日). 2020年1月24日閲覧。  この記述には、アメリカ合衆国内でパブリックドメインとなっている記述を含む。
15. ↑  “トラスツズマブ デルクステカン、HER2陽性乳がんに国内承認／第一三共｜CareNet.com”. CareNet.com. 2021年12月27日閲覧。
16. ↑  がんナビ. “トラスツズマブ デルクステカンがHER2陽性の進行胃癌を対象に承認”. がんナビ. 2021年12月27日閲覧。
17. ↑  "Enhertu approved in the US for the treatment of patients with previously treated HER2-positive advanced gastric cancer" (Press release). AstraZeneca. 18 January 2021. 2021年1月22日閲覧。

## 関連文献
- “[Fam- trastuzumab deruxtecan (DS-8201a)-induced antitumor immunity is facilitated by the anti-CTLA-4 antibody in a mouse model”]. PLOS ONE 14 (10):  e0222280. (October 2019). Bibcode: 2019PLoSO..1422280I. doi:10.1371/journal.pone.0222280. PMC 6772042. PMID 31574081.
- “Trastuzumab Deruxtecan in Previously Treated HER2-Positive Breast Cancer”. N. Engl. J. Med. 382 (7):  610–621. (February 2020). doi:10.1056/NEJMoa1914510. PMC 7458671. PMID 31825192.